# High Violet
Albums de The National
Boxer
(2007) Trouble Will Find Me
(2013)
Singles
1. Bloodbuzz Ohio
Sortie : 3 mai 2010
2. Anyone's Ghost
Sortie : 28 juin 2010
3. Terrible Love
Sortie : 22 novembre 2010
4. Conversation 16
Sortie : 29 mars 2011

High Violet est le cinquième album du groupe new-yorkais The National, sorti le 11 mai 2010. Il a été classé par le magazine Rolling Stone à la 15e place des meilleurs albums de 2010.

## Liste des pistes de l'album
| No  | Titre                    | Durée |
| --- | ------------------------ | ----- |
| 1.  | Terrible Love            | 4:39  |
| 2.  | Sorrow                   | 3:25  |
| 3.  | Anyone's Ghost           | 2:54  |
| 4.  | Little Faith             | 4:36  |
| 5.  | Afraid of Everyone       | 4:19  |
| 6.  | Bloodbuzz Ohio           | 4:36  |
| 7.  | Lemonworld               | 3:23  |
| 8.  | Runaway                  | 5:33  |
| 9.  | Conversation 16          | 4:18  |
| 10. | England                  | 5:40  |
| 11. | Vanderlyle Crybaby Geeks | 4:12  |

## Classements et certifications
| Classement musical                 | Meilleure position |
| ---------------------------------- | ------------------ |
| Allemagne (Media Control AG)       | 10                 |
| Australie (ARIA)                   | 29                 |
| Autriche (Ö3 Austria Top 40)       | 20                 |
| Belgique (Flandre Ultratop)        | 3                  |
| Belgique (Wallonie Ultratop)       | 32                 |
| Canada (Canadian Albums Chart)     | 2                  |
| Danemark (Tracklisten)             | 2                  |
| Espagne (Promusicae)               | 78                 |
| États-Unis (Billboard 200)         | 3                  |
| Finlande (Suomen virallinen lista) | 9                  |
| France (SNEP)                      | 29                 |
| Grèce (IFPI Greece)                | 4                  |
| Norvège (VG-lista)                 | 12                 |
| Nouvelle-Zélande (RIANZ)           | 5                  |
| Pays-Bas (Mega Album Top 100)      | 23                 |
| Royaume-Uni (UK Albums Chart)      | 5                  |
| Suède (Sverigetopplistan)          | 5                  |
| Suisse (Schweizer Hitparade)       | 14                 |

| Pays        | Ventes    | Certifications |
| ----------- | --------- | -------------- |
| Belgique    | 15 000 +  | Or             |
| Canada      | 40 000 +  | Or             |
| Danemark    | 15 000 +  | Or             |
| Royaume-Uni | 100 000 + | Or             |

## Accueil critique
L'album a recueilli dans l'ensemble de très bonnes critiques musicales, obtenant un score de 85⁄100, sur la base de 36 critiques collectées, sur Metacritic.
Channing Freeman, de Sputnikmusic, lui donne 5 étoiles sur 5. Le webzine albumrock lui donne 5 étoiles sur 5. James Skinner, de Drowned in Sound, lui donne la note de 9/10. Kevin Liedel, de Slant, lui donne 4,5 étoiles sur 5. Andrew Gaerig, de Pitchfork, lui donne la note de 8,7/10.
Adam Kennedy, du New Musical Express, lui donne la note de 8/10. Arnaud de Vaubicourt, de Music Story, lui donne 4 étoiles sur 5. Ian Mathers, de PopMatters, lui donne la note de 8/10. Josh Modell, de Spin, lui donne la note de 8/10. James Monger, de AllMusic, lui donne 3,5 étoiles sur 5.